# Іран на літніх Олімпійських іграх 1968
Іран на літніх Олімпійських іграх 1968 року, які проходили в Мехіко, був представлений 14 спортсменами (усі чоловіки) у 3 видах спорту: легка атлетика, важка атлетика та боротьба. Прапороносцем на церемонії відкриття був важкоатлет Абулфазл Анварі.
Іран вшосте взяв участь у літніх Олімпійських іграх. Іранські спортсмени здобули 5 медалей: 2 золоті, одну срібну та 2 бронзові. В неофіційному заліку збірна Ірану зайняла 19-е загальнокомандне місце.

## Учасники
За видом спорту та статтю
| Вид спорту     | Чоловіки | Жінки | Разом |
| -------------- | -------- | ----- | ----- |
| Легка атлетика | 1        | 0     | 1     |
| Важка атлетика | 4        | 0     | 4     |
| Боротьба       | 9        | 0     | 9     |
| Разом          | 14       | 0     | 14    |

## Медалісти
| Медаль | Спортсмен             | Вид спорту     | Дисципліна                |
| ------ | --------------------- | -------------- | ------------------------- |
| Золото | Мохаммад Нассірі      | Важка атлетика | до 56 кг                  |
| Золото | Абдулла Мовагед       | Боротьба       | вільна боротьба, до 70 кг |
| Срібло | Парвіз Джалаєр        | Важка атлетика | до 67,5 кг                |
| Бронза | Абуталеб Талебі       | Боротьба       | вільна боротьба, до 57 кг |
| Бронза | Шамседдін Сеєд-Аббасі | Боротьба       | вільна боротьба, до 63 кг |

## Боротьба
Вільна боротьба
| Спортсмен              | Дисципліна                       | Раунд 1                                | Раунд 2                                | Раунд 3                             | Раунд 4                         | Раунд 5                         | Раунд 6                                     | Фінал                            | Місце |
| ---------------------- | -------------------------------- | -------------------------------------- | -------------------------------------- | ----------------------------------- | ------------------------------- | ------------------------------- | ------------------------------------------- | -------------------------------- | ----- |
| Мохаммад Горбані       | до 52 кг                         | Хосе Дефран (DOM) W туше               | Цезар Соларі (ECU) W туше              | Петрос Тріантафіллідіс (GRE) W туше | Рік Сандерс (USA) L туше        | Наката Сігео (JPN) L туше       |                                             | не пройшов                       | 7     |
| Абуталеб Талебі        | до 57 кг                         | Хав'єр Раксон (GUA) W перевага         | Ахмад Джан (AFG) W за очками           | Мухаммад Сардар (PAK) W за очками   | Bye                             | Дональд Бем (USA) W за очками   | Алі Алієв (URS) D за очками                 | Уетаке Йодзіро (JPN) D за очками | 3     |
| Шамседдін Сеєд-Аббасі  | до 63 кг                         | Боббі Дуглас (USA) W за очками         | Ганс-Юрген Лужак (GDR) W Superiority   | Йозеф Енгель (TCH) W туше           | Єлкан Тедеєв (URS) W за очками  | Ніколаос Карипідіс (GRE) W туше |                                             | Єньо Тодоров (BUL) D за очками   | 3     |
| Шамседдін Сеєд-Аббасі  | Канеко Масаакі (JPN) L за очками | Боббі Дуглас (USA) W за очками         | Ганс-Юрген Лужак (GDR) W Superiority   | Йозеф Енгель (TCH) W туше           | Єлкан Тедеєв (URS) W за очками  | Ніколаос Карипідіс (GRE) W туше |                                             |                                  | 3     |
| Абдулла Мовагед        | до 70 кг                         | Гордон Жерве (CAN) W перевага          | Карлос Альберто Варіо (ARG) W перевага | Гай Маршан (FRA) W перевага         | Клаус Рост (FRG) W перевага     | Удей Чанд (IND) W за очками     | Данзандаржаагійн Сереетер (MGL) W за очками | Єньо Вилчев (BUL) W за очками    | 1     |
| Алі-Мухаммад Момені    | до 78 кг                         | Каюм Аюб (AFG) W перевага              | Байко Карой (HUN) W за очками          | Махмут Аталай (TUR) L за очками     | Мартін Гайнце (GDR) W за очками | Ангел Сотиров (BUL) W за очками |                                             | не пройшов                       | 4     |
| Мансур Мегдізаде       | до 87 кг                         | Франциск Балла (ROU) L дискваліфікація | Did not appear                         | не пройшов                          | не пройшов                      | не пройшов                      | не пройшов                                  | не пройшов                       | 22    |
| Мослем Ескандар-Філабі | до 97 кг                         | Данієль Вернік (ARG) W перевага        | Петер Ютцелер (SUI) L за очками        | Шота Ломідзе (URS) L за очками      | не пройшов                      | не пройшов                      |                                             | не пройшов                       | 9     |
| Абулфазл Анварі        | понад 97 кг                      | Ласло Нюерс (HUN) W за очками          | Арне Робертссон (SWE) W за очками      | Ларрі Крістофф (USA) L за очками    | Осман Дуралієв (BUL) L туше     | не пройшов                      |                                             | не пройшов                       | 6     |

Греко-римська боротьба
| Спортсмен       | Дисципліна | Раунд 1                                 | Раунд 2                        | Раунд 3                       | Раунд 4    | Раунд 5    | Раунд 6    | Фінал      | Місце |
| --------------- | ---------- | --------------------------------------- | ------------------------------ | ----------------------------- | ---------- | ---------- | ---------- | ---------- | ----- |
| Гуссейн Моарреб | до 63 кг   | Єг'я Гассанейн (EGY) W технічна поразка | Метін Алакоч (TUR) L за очками | Димитар Галінчев (BUL) L туше | не пройшов | не пройшов | не пройшов | не пройшов | 11    |

## Важка атлетика
| Спортсмен        | Дисципліна | Вивага         | Ривок | Поштовх  | Разом | Місце |
| ---------------- | ---------- | -------------- | ----- | -------- | ----- | ----- |
| Мохаммад Насірі  | до 56 кг   | 112.5          | 105.0 | 150.0 WR | 367.5 | 1     |
| Насролла Дехнаві | до 60 кг   | 117.5          | 107.5 | 140.0    | 365.0 | 6     |
| Парвіз Джалаєр   | до 67,5 кг | 125.0          | 132.5 | 165.0    | 422.5 | 2     |
| Данієль Геваргіз | до 75 кг   | не підняв ваги | —     | —        | —     | —     |

## Легка атлетика
Польові дисципліни
| Спортсмен      | Дисципліна               | Кваліфікація | Кваліфікація | Фінал      | Фінал      |
| Спортсмен      | Дисципліна               | Результат    | Місце        | Результат  | Місце      |
| -------------- | ------------------------ | ------------ | ------------ | ---------- | ---------- |
| Джалал Кешмірі | штовхання ядра, чоловіки | не стартував | не стартував | не пройшов | не пройшов |
| Джалал Кешмірі | метання диска, чоловіки  | 53.96        | 20           | не пройшов | не пройшов |